# Liste der Landschaftsschutzgebiete in Delmenhorst
Die Liste der Landschaftsschutzgebiete in Delmenhorst enthält die Landschaftsschutzgebiete der kreisfreien Stadt Delmenhorst in Niedersachsen.
| Bild                                           | Nummer        | Bezeichnung des Gebietes                                    | Fläche in Hektar | WDPA-ID | Koordinaten | Datum der Verordnung |
| ---------------------------------------------- | ------------- | ----------------------------------------------------------- | ---------------- | ------- | ----------- | -------------------- |
| Wiekhorn - Graftanlagen, mit Fasan auf dem Weg | LSG DEL 00001 | Wiekhorn - Graftanlagen                                     | 178,00           | 325865  | Position    | 2000                 |
| See mit Fischreiher im Tiergarten              | LSG DEL 00002 | Welseniederung                                              | 50,70            | 325757  | Position    | 1992                 |
|                                                | LSG DEL 00003 | Hemmelskamp                                                 | 140,00           | 321545  | Position    | 1983                 |
|                                                | LSG DEL 00004 | Sandhauser-Engelbartsbrake, ausgenommen Wochenendhausgebiet | 44,00            | 324095  | Position    | 1983                 |
|                                                | LSG DEL 00005 | Moorgraben                                                  | 4,50             | 323039  | Position    | 1983                 |
|                                                | LSG DEL 00006 | Alter Deich am Deichweg                                     | 2,30             | 319540  | Position    | 1983                 |
|                                                | LSG DEL 00007 | Finkenbrake                                                 | 28,40            | 320805  | Position    | 1983                 |
| Ochtumniederung (April 2021)                   | LSG DEL 00008 | Ochtumniederung                                             | 290,80           | 323435  | Position    | 1983                 |
|                                                | LSG DEL 00009 | Bywisch - Hullen - Schohasbergen                            | 499,30           | 320240  | Position    | 1992                 |
|                                                | LSG DEL 00010 | Langenwisch - Emshoop                                       | 373,00           | 322512  | Position    | 1983                 |
|                                                | LSG DEL 00012 | Am Großen Meer                                              | 19,30            | 319589  | Position    | 1983                 |
|                                                | LSG DEL 00013 | Adelheide                                                   | 1,20             | 319442  | Position    | 1983                 |
|                                                | LSG DEL 00014 | Tal der Stickgraser Bäke und Heidbäke                       | 130,00           | 324987  | Position    | 2002                 |